# Podúsek 5./XI. Horní Dyje
Stavební podúsek 5./XI. Horní Dyje byl plánován jako součást linie těžkého opevnění, které ve druhé polovině 30. let 20. století stavělo Československo jako obrannou hráz proti nacistickému Německu. Samotný podúsek 5./XI. měl být stavěn v rámci ŽSV XI Hrušovany nad Jevišovkou při hranicích s Rakouskem.

## Základní údaje
Stavba podúseku 5./XI. nebyla do mnichovské dohody a následnému odstoupení pohraničí začátkem října 1938 zadána žádnému staviteli, předpokládaným datem zadání byl rok 1939.

## Průběh linie
Většina z 18 plánovaných objektů měla být postavena v úseku mezi Starým Městem pod Landštejnem a koncem Vranovské přehrady u Podhradí nad Dyjí. Pouze tři objekty s označením HD-S 1 až HD-S 3 měly tvořit samostatnou uzávěru v předpolí samotného Vranova nad Dyjí, kde měly chránit především přístup k hrázi přehrady, která by v případě vypuknutí konfliktu byla strategickým cílem.

## Seznam objektů
Pozn.: Objekty jsou řazeny od východu na západ.
| Označení | Podle projektu | Odolnost | Umístění | Poznámky |
| -------- | -------------- | -------- | -------- | -------- |
| HD-S 1   | nový projekt   | II       | neznámé  |          |
| HD-S 2   | N-S 63         | II       | neznámé  |          |
| HD-S 3   | nový projekt   | II       | neznámé  |          |
| HD-S 4   | OP-S 17        | II       | neznámé  |          |
| HD-S 5   | N-S 6          | 1        | neznámé  |          |
| HD-S 6   | nový projekt   | II       | neznámé  |          |
| HD-S 7   | StM-S 28       | II       | neznámé  |          |
| HD-S 8   | StM-S 24       | II       | neznámé  |          |
| HD-S 9   | OP-S 48        | II       | neznámé  |          |
| HD-S 10  | OP-S 12        | II       | neznámé  |          |
| HD-S 11  | StM-S 28       | II       | neznámé  |          |
| HD-S 12  | N-S 84         | II       | neznámé  |          |
| HD-S 13  | N-S 47         | II       | neznámé  |          |
| HD-S 14  | OP-S 12        | II       | neznámé  |          |
| HD-S 15  | OP-S 13        | II       | neznámé  |          |
| HD-S 16  | StM-S 24       | II       | neznámé  |          |
| HD-S 17  | OP-S 13        | II       | neznámé  |          |
| HD-S 18  | nový projekt   | II       | neznámé  |          |

## Popis objektů
Součástí podúseku 5./XI. mělo být celkem 18 pěchotních srubů HD-S 1 až HD-S 18. V drtivé většině se mělo jednat o standardní oboustranné objekty II. stupně odolnosti. Výzbroj každého z nich měly tvořit dva protitankové kanóny vz. 36 spřažené s těžkým kulometem vz. 37 a dvě dvojčata týchž kulometů. Po pozorování měly být určeny vždy dva pancéřové zvony, pro blízkou ochranu sloužily dva lehké kulomety vz. 26 ve zvonech a několik dalších (tři nebo čtyři) ve střílnách tzv. „pod betonem“. Dva objekty ve vranovské uzávěře (HD-S 1 a 3) měly být, vzhledem k okolnímu členitému terénu, vybaveny každý jedním minometem vz. 38.
Výjimku měl tvořit pouze srub HD-S 5, který byl z důvodu neprostupného terénu navržen pouze v 1. stupni odolnosti, hlavními zbraněmi měla být dvě dvojčata těžkých kulometů, pozorování mělo být zajištěno jedním pancéřovým zvonem.